# Sciaromium arboreum
Sciaromium arboreum là một loài rêu trong họ Echinodiaceae. Loài này được Broth. Paris mô tả khoa học đầu tiên năm 1898.